# Abu al-Hasan 'Ali al-Mas'udi
Abū al-Ḥasan ʿAlī al-Masʿūdī (Baghdad, 897 – al-Fustat, 957) è stato uno storico, geografo e viaggiatore arabo.

## Biografia
Abū al-Ḥasan ʿAlī al-Masʿūdī (in arabo ﺍﺑﻮ ﺍﻟﺤﺴﻦ ﻋﻠﻲ المسعودي ‎?) è stato il più celebre enciclopedista del X secolo, il secolo che viene considerato l'apogeo della cultura arabo-islamica.
Il suo Murūj al-dhahab, tradotto con una certa approssimazione Le praterie d'oro, restò fino a metà del XV secolo il manuale di riferimento di geografi e storici di lingua araba e di lingua persiana.
Al-Mas'ūdī - che si vantava di discendere da ʿAbd Allāh b. Masʿūd, uno dei più importanti Compagni del profeta Maometto - effettuò numerosi viaggi attraverso il mondo islamico e al di fuori di esso: da al-Andalus alla Russia, dall'India alla Cina. È definito dagli storici "l'Erodoto arabo" per la sua capacità di analisi, di riflessione e di spirito critico, anche se non sempre esente da partigianeria e da carenze informative.
Nella sua opera enciclopedica, venata da un deciso sentimento sciita, tratta del mondo fin dall'epoca della sua pretesa creazione e termina con la storia del Califfato di al-Muttaqi (947). Analizza la storia, la religione e la geografia, basandosi su testi antichi, anche non musulmani, dalla Siria, dall'Egitto, dalla Persia, dall'India e dalla Transoxiana.

## Opere
Gli sono attribuite oltre 20 opere, molte delle quali sulla religione islamica e le eterodossie presenti nella Dār al-Islām, ma molte di esse sono perdute.

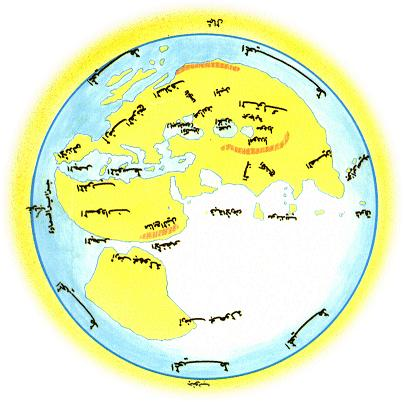
Il mondo visto da al-Masʿūdī.

Il suo maggior lavoro sembra essere stato quello degli Akhbār al-zamān (“Le notizie del tempo”), in 30 volumi. Il lavoro - che sembra fosse un'enciclopedia dello scibile dei suoi tempi - parlava non solo di storia politica, ma anche delle realizzazioni dell'ingegno umano. Un manoscritto di un solo volume sarebbe conservato a Vienna e, se tale manoscritto è genuino, è tutto ciò che rimane di quest'opera imponente.

Al-Masʿūdī lo fece seguire dal Kitāb al-awsaṭ (“Libro di mezzo”), spesso descritto come un sunto dell'opera precedente. Sicuramente esso era una cronologia storica degli avvenimenti e un suo manoscritto (relativo ancora una volta a un singolo volume) è conservato nella Bodleian Library della Oxford University.

Le praterie d'oro - di cui sono conservati vari manoscritti - sono state tradotte in francese da Barbier de Meynard e da Pavet de Courteille fra gli anni 1861 e 1877 e negli anni settanta e sono state riviste dal grande arabista Charles Pellat.

Al-Masʿūdī scrisse anche un al-Tanbīh wa l-ashrāf, ossia "L'osservazione e le cose celebri" (in arabo التنبیه والاشراف‎?), che costituiva un quinto circa dei Murūj. Esso fu terminato poco prima della sua morte.
Masʿūdī affermò che «solo la logica (kalām) può riconciliare in pieno ragione e fede», fatto che gli costò 10 anni d'esilio al Cairo.